# Gymnasium Hochdahl
Das Gymnasium Hochdahl ist ein Gymnasium im Stadtteil Hochdahl der Stadt Erkrath. Am 13. Mai 2025 wurde das Gebäude durch einen Brand zerstört.

## Aufbau
Das Gymnasium ist im Schulzentrum Hochdahl eingegliedert, in dem sich außerdem eine Realschule und eine Hauptschule befinden. Insgesamt umfasst der Schulkomplex drei separate Gebäude, für jede Schulform eins, drei Außensportplätze und drei Turnhallen.
Das Gebäude des Gymnasiums Hochdahl hat fünf Etagen und drei Pausenhöfe (Nord-, Ost- und Westhof), wobei diese von unterschiedlichen Altersgruppen an Schülern benutzt werden.
Das Gymnasium verfügt über eine Aula, zwei Musikräume, drei Informatikräume, einen großen Computerraum, eine Mensa sowie eine Bücherei.

## Geschichte
Gegründet wurde das Gymnasium Hochdahl am 20. Februar 1969. Der Kultusminister des Landes Nordrhein-Westfalen Fritz Holthoff genehmigte ein Staatliches Gymnasium in Hochdahl und ernannte Theodor Boddenberg zum Leiter der Schule.
Die Eröffnung fand ca. sechs Monate später am 25. August 1969 statt mit 60 Schülern in zwei Klassen, die in provisorischen Räumen an der Unterbacher Straße untergebracht waren.
Kurz darauf wurde der Verein der Freunde und Förderer gegründet, der bis heute existiert und die Schule mit Geld oder Sachspenden unterstützt.
1974 wurde mit den Bauarbeiten am eigenständigen Schulgebäude in der Rankestraße begonnen, das zwei Jahre später fertiggestellt wurde.
Im Jahr 1975 begann die Patenschaft mit dem Gymnasium Collège du Pont de Bois in St. Chéron, Frankreich.
Nach regem Briefkontakt der Schüler mit israelischen Gleichaltrigen (was erheblich zur Verbesserung des deutsch-israelischen Verhältnisses beitrug, Wanderausstellung „Briefe an junge Deutsche“) wurde 1977 die Partnerschaft mit dem Gymnasium Tichon Chadash in Tel Aviv, Israel, begründet.
Als Premiere wurde der erste Abiturjahrgang 1978 verabschiedet.
Nachdem 1991 der stellvertretende Schulleiter Winter den Ruhestand angetreten hatte, trat sein Nachfolger Jürgen Selle an seine Stelle. Boddenberg trat 1996 nach 27-jähriger Amtszeit zurück; als sein Nachfolger wurde Peter-Michael Minnema ernannt.
Als Spende der Firma Hewlett-Packard erhielt die Schule 1997 eine moderne vernetzte Computeranlage.
Bei den Netd@ys 1999 gewann die Internet-AG unter 164 teilnehmenden Schulen aus Nordrhein-Westfalen den 5. Geldpreis.
In einem Joint-Venture wurden im gleichen Jahr mit der Japanischen Internationalen Schule in Düsseldorf japanische Kalligraphien erstellt und im Rahmen einer Aktiengesellschaft vermarktet.
2001 verließ Peter-Michael Minnema die Schule aus gesundheitlichen Gründen und wechselte an das Steinbart-Gymnasium in Duisburg. Kommissarischer Schulleiter wurde Jürgen Selle. Im April 2002 übernahm Dieter Smolka sein Amt als neuer Schulleiter. Zum 1. Februar 2006 ging der Stellvertretende Schulleiter Selle in den Ruhestand. Seine Nachfolge trat Friederike von Wiser an. Von Februar 2008 bis Sommer 2012 war Reinhard Schürmann der stellvertretende Schulleiter, bis er zum 1. August 2012 an das Geschwister-Scholl-Gymnasium in Velbert als Schulleiter wechselte. Nach Dieter Smolka übernahm Christof Krügermann am 1. Februar 2015 die Leitung der Schule. 2021 übernahm Ricarda Thöne die Schulleitung, und seit Sommer 2022 trägt Alexandra Flaig das Amt der Schulleiterin.
Am 13. Mai 2025 wurde das Schulzentrum, zu dem auch die Realschule gehört, durch einen Brand vollständig zerstört. Vor dem Brand liefen Sanierungsarbeiten im Schulgebäude. Brandursache war ein Kurzschluss in der PV-Anlage des Gebäudes.
Das Gymnasium und die Realschule Hochdahl bleiben als Organisationen erhalten. Bis auf weiteres findet der Unterricht im Gebäude des Schloss-Gymnasiums in Düsseldorf-Benrath statt.

## Schulleiter
| Schulleiter | Stellvertreter |
| --- | --- |
| - 1969–1996: Theodor Boddenberg - 1996–2001: Peter-Michael Minnema - 2001–2002: Jürgen Selle (kommissarisch) - 2002–2015: Dieter Smolka - 2015–2021: Christof Krügermann - 2021–2022: Ricarda Thöne (kommissarisch) - seit 2022: Alexandra Flaig | - 1969–1991: Winter - 1991–2006: Jürgen Selle - 2006–2008: Friederike von Wiser - 2008–2012: Reinhard Schürmann - 2014–2017: Kai Herrmann - 2018–2021: Ricarda Thöne |

## Partnerschaften
| Land           | Schulen |
| -------------- | --- |
| Frankreich     | - Collège Du Pont de Bois Saint-Chéron (seit 1975) - Collège Roland Garros Saint-Germain-Lès-Arpajon (seit 1993) - Collège Émile Auvray Dourdan (seit 2000)           |
| Großbritannien | - Culcheth High School, Culcheth, Warrington, Cheshire - Ringmer Community College, Ringmer, Lewes, East Sussex - Shavington High School, Shavington, Crewe, Cheshire |
| Bolivien       | - Colegio Padre Luis Espinal / Collpani (seit 1986) |

## Öffentlichkeitsarbeit
Das Gymnasium Hochdahl engagiert sich besonders für das Erinnern an den Holocaust. Regelmäßig wurden die Holocaust-Überlebenden Adolf Burger und Sally Perel zu Vorträgen eingeladen. Ein ganzer Flur des Gymnasiums wurde bis zum 13. Mai 2025 von einer Dauerausstellung eingenommen, die einen Briefwechsel zwischen Schülern der Schule und Bürgern von Jerusalem dokumentierte.

## Erfolge
- 1. Platz beim Bundeswettbewerb Fremdsprachen 2010[11]
- Anerkennungspreis beim Bundeswettbewerb der Deutsche Mathematik-Olympiade 2002[12]
- 3. Platz des Schulpreises im Kreis Mettmann[13]
- 4. Preis beim Wettbewerb „Lernen aus der Geschichte“[14]
- 5. Preis Netd@ys 1999[15]
- 12. Platz beim Landeswettbewerb der Mathematik-Olympiade 2005/6[16]
- Teilnehmer beim Schulpreis der Landeselternschaft in NRW[17]
- Teilnahme bei der Landesmeisterschaft von Jugend trainiert für Olympia  2008 im Gerätturnen[18]